# صامويل كوجو أبي
صامويل كوجو أبي (من مواليد 31 أغسطس 1997) هو لاعب كرة قدم غاني يلعب لنادي كاسوكا من دوري بروناي الممتاز كقلب دفاع. كما لعب لفرق في غانا وكينيا وأوغندا وميانمار.